# Грамм, Мендель Наумович
Ме́ндель Нау́мович (На́хманович) Грамм (15 декабря 1910, Мариуполь — 2 мая 1997, Владивосток) — российский и советский палеонтолог, доктор геолого-минералогических наук (1964), профессор (1974). Организатор и первый председатель Владивостокского отделения Палеонтологического общества при РАН (создано 10 апреля 1967 года). Основоположник академической палеонтологии на Дальнем Востоке.

## Биография
Родился 2 декабря (по старому стилю) 1910 года в Мариуполе в многодетной семье екатеринославского мещанина Нахмана Мовшевича Грама (1879—?) и херсонской мещанки Цирли Мовшевны Грам (в девичестве Дунской, 1884—?). В 1938 году с отличием окончил геологоразведочный факультет Азербайджанского индустриального института, г. Баку. В 1949 году защитил диссертацию на соискание степени кандидата геолого-минералогических наук по теме «К стратиграфии третичных континентальных отложений Южного Узбекистана».

## Семья
- Жена — кандидат геолого-минералогических наук Галина Андреевна Осипова (27.12.1915—?).
  - Сыновья — доктор геолого-минералогических наук Лев Михайлович Грамм-Осипов (1942—2006)[6]; Алексей Михайлович Грамм (род. 1951).

## Научная деятельность
Мезозойские и кайнозойские остракоды или ракушковые рачки (Crustacea) Средней Азии (с 1938 г.) и Дальнего Востока (с 1963 г.). Автор более 110 научных публикаций, в том числе одной монографии.
Описанные таксоны
Подотряд
- Parapodocopina Gramm, 1984

Семейства
- Janischewskyidae Gramm, 1984
- Selebratinidae Gramm, 1984

Роды
- Pozneretina Gramm, 1984
- Samoilovella Gramm, 1984

Виды
- Arcibairdia bogdani Gramm, 1997
- Bairdia imposita Gramm, 1997
- Chamishaella maichensis Gramm, 1997
- Lanczichebairdia koczyrkeviczi Gramm, 1997
- Orlovicavina impressa Gramm, 1969
- Orlovicavina tchernyshi Gramm, 1969
- Orlovicavina zharnikovae Gramm, 1969
- Orthobairdia vanganensis Gramm, 1997
- Shishaella ussuriensis Gramm, 1997
- Ussuricavina brevis Gramm, 1969
- Ussuricavina rakovkensis Gramm, 1969
- Vanganardia koczrkeviczi Gramm, 1997
- Vanganardia maichensis Gramm, 1997

Коллекция ископаемых остракод М. Н. Грамма
Включает кайнозойских остракод Средней Азии, палеозойских отложений более 10 регионов европейской части России, триасовых отложений Приморья и морских пермских (чандолазский горизонт) остракод Южного Приморья. Постоянное место хранения — ФНЦ Биоразнообразия ДВО РАН. Куратор — д.б.н., Ю. И. Оноприенко.

## Память
В честь М. Н. Грамма названы ископаемые остракоды Coryellina grammi Olempska, 1999 и Mendelgrammia Kempf, 2010 (=Grammia Kotschetkova, 1980).

## Награды и премии
- Награждён медалью «За победу над Германией в Великой Отечественной войне 1941—1945 гг.» (1946).
- Награждён почетной грамотой Президиума ДВО АН СССР (1990).

## Публикации
1. Gramm, M.N. 1975. Marine Triassic Cytheracea (Ostracoda) from South Primorye (Soviet Far East). Palaeontographica Abteilung, A Band A151, Lieferung 1-3, p. 102—110.
2. Gramm, M.N. 1984. Janischewskyidae n. fam. and the duplicature of Palaeozoic ostracodes. Lethaia. Volume 17, Issue 2, pages 125—132. doi: 10.1111/j.1502-3931.1984.tb01717.x
3. Gramm, M.N. 1985. The muscle scar in cavellinids and its importance for the phylogeny of platycope ostracodes. Lethaia. Volume 18, Issue 1, pages 39-52. doi: 10.1111/j.1502-3931.1985.tb00683.x
4. Gramm, M.N. 1988. The free margin contact structures in some «palaeocopid» ostracods and their bearing on classification. In: Evolutionary biology of Ostracoda: its fundamentals and applications. Eds, N. Ikeya, K. Ishizaki, T. Hanai, p. 159—174.
5. Gramm, M.N. 1997. Ostracodes of the Chandalaz horizon (Upper Permian) of South Primorye. In: Baud, A., Popova, I., Dickins, J.M., Lucas, S. & Zakharov, Y. (Eds), IGCP Project 272: Late Paleozoic and Early Mesozoic Circum-Pacific events: Biostratigraphy, tectonic and ore deposits of Primoryie (Far East Russia). Mémoires de Géologie, Lausanne, 30: 61-71.